# Nevado de los Piuquenes
Nevado de los Piuquenes är ett berg i Chile, på gränsen till Argentina. Det ligger i den södra delen av landet, 80 km öster om huvudstaden Santiago de Chile. Toppen på Nevado de los Piuquenes är 5 677 meter över havet, eller 53 meter över den omgivande terrängen. Bredden vid basen är 0,50 km.
Terrängen runt Nevado de los Piuquenes är huvudsakligen mycket bergig. Runt Nevado de los Piuquenes är det glesbefolkat, med 14 invånare per kvadratkilometer.. Det finns inga samhällen i närheten.
Trakten runt Nevado de los Piuquenes är ofruktbar med lite eller ingen växtlighet.